# Jason Whittle
Jason Whittle (ur. 7 marca 1975 w Springfield) – amerykański futbolista grający na pozycji guarda, centra lub liniowego.

## Kariera

### Wczesna kariera
Jason Whittle urodził się w Springfield w stanie Missouri, jednak dorastał w Camdenton w tym samym stanie, gdzie grał w miejscowej drużynie Camdenton Lakers. Następnie w latach 1994–1998 uczęszczał do Southwest Missouri State University (obecnie Missouri State University), gdzie grał w tamtejszej drużynie (drużyny sportowe uczelni miały przydomek Niedźwiedzie), a w 1995 roku zdobył nagrodę Arthura Briggsa dla najlepszego uczelnianego sportowca, a w 1997 roku został wybrany do Drużyny Dublerów GFC.

### NFL
Whittle po ukończeniu nauki na college'u w 1998 roku, jako wolny agent podpisał kontrakt z New York Giants, w którym grał do 2002 roku, zdobywając w tym czasie w sezonie 2000 mistrzostwo Konferencji NFC oraz mistrzostwo Dywizji NFC East. Następnie w sezonie 2003 reprezentował barwy Tampa Bay Buccaneers, po czym wrócił do New York Giants, z którym w sezonie 2005 ponownie zdobył mistrzostwo Dywizji NFC East, po czym odszedł z klubu. Następnie reprezentował barwy Minnesota Vikings (2006) oraz Buffalo Bills, w którym po sezonie 2008 zakończył karierę sportową.

## Sukcesy
New York Giants
- Mistrzostwo Konferencji NFC: 2000
- Mistrzostwo Dywizji NFC East: 2000, 2005

### Indywidualne
- Drużyna dublerów GFC: 1997
- Nagroda Arthura Briggsa: 1995

## Pogłoski o Patricku Swayze
Pod koniec 2021 roku rozniosły się pogłoski, że Jason Whittle jest synem znanego aktora, zmarłego w 2009 roku Patricka Swayzego. Sam Whittle zaprzeczył tym plotkom, twierdząc, że w stanie Missouri mieszka rok starszy od niego mężczyzna o takim samym imieniu i nazwisku.

## Życie prywatne
Jason Whittle obecnie mieszka w Lake of the Ozarks w stanie Missouri, gdzie jest współwłaścicielem/brokerem RE/MAX Lake of the Ozarks, jednego z najlepszych domów maklerskich RE/MAX w środkowej części stanu. Ma żonę Natalie oraz sześcioro dzieci.